# Arabidella procumbens
Arabidella procumbens är en korsblommig växtart som först beskrevs av Tate, och fick sitt nu gällande namn av Elizabeth Anne Shaw. Arabidella procumbens ingår i släktet Arabidella och familjen korsblommiga växter. Inga underarter finns listade i Catalogue of Life.